# Paradisbakkerne
Paradisbakkerne är kullar i Danmark. De ligger i Region Hovedstaden, i den östra delen av landet. Paradisbakkerne ligger på ön Bornholm. Den högsta toppen ligger 112 meter över havet.